# En månad på landet
En månad på landet (engelska: A Month in the Country) är en brittisk film från 1987 i regi av Pat O'Connor. Filmen är baserad på J. L. Carrs roman A Month in the Country. I huvudrollerna ses Colin Firth, Kenneth Branagh, Natasha Richardson och Patrick Malahide. 

## Rollista i urval
- Colin Firth - Tom Birkin
- Kenneth Branagh - James Moon
- Natasha Richardson - Alice Keach
- Patrick Malahide - pastor J.G. Keach
- Jim Carter - Ellerbeck
- Vicki Arundale - Kathy Ellerbeck
- Martin O'Neil - Edgar Ellerbeck
- Richard Vernon - Colonel Hebron
- Tim Barker - Mossop
- David Garth - Birkin den äldre